# 池田ひとみ
池田 ひとみ（いけだ ひとみ、1985年7月10日 - ）は、沖縄県出身の女子柔道家である。現役時の階級は78kg級。埼玉大学大学院修了。自衛隊体育学校所属の幹部自衛官（2024年現在の階級は3等陸佐）。

## 人物
沖縄県島尻郡南風原町出身。身長158cm。得意技は背負投と小内刈。段位は参段（2012年現在）。組み手は左組。血液型はA型。

## 経歴
8歳で柔道を始めた。町立南風原中学校2年の時に、全国中学校柔道大会の56kg超級で優勝した。翌年は新設された70kg級に出場するも2位に終わった。東京の私立淑徳高校に進学し、2年の時に全国高校選手権78kg級で優勝した。埼玉大学1年の時には全日本ジュニアで優勝した勢いで世界ジュニアでもオール一本勝ちで優勝した。その後シニアになってからは上位では活躍するものの今一歩のところで踏み止まっていたが、2011年には全日本体重別で優勝して同年の世界選手権代表に選ばれた。8月に行われた世界選手権では、準々決勝でアメリカのケイラ・ハリソンに敗れるなどして7位に終わった。
なお、2010年と2011年の世界選手権70kg級3位の國原頼子とは高校時代の同級生で、1年の時は喧嘩ばかりしていたが、2年の時に仲直りをしてそれ以降はとても仲が良くなったという。その後は同じ自衛官として自衛隊体育学校でトレーニングを積んでいた。
2012年6月の全日本実業柔道団体対抗大会後には第一線から退くことを表明した。その後は全日本の女子ジュニアコーチに就任した。2018年には自衛隊体育学校の一員として実業団体に出場した。2020年東京オリンピックの柔道競技では自衛隊体育学校のコーチとして、同校の濵田尚里を女子78kg級金メダルに導いた。

## 戦績
- 1999年 - 全国中学校柔道大会 優勝
- 2000年 - 全国中学校柔道大会 2位
- 2003年 - 全国高校選手権 優勝
- 2003年 - ドイツジュニア国際 3位
- 2004年 - フランスジュニア国際 2位
- 2004年 - 全日本ジュニア 優勝
- 2004年 - アジアジュニア 優勝
- 2004年 - 世界ジュニア 優勝
- 2005年 - ブルガリア国際 優勝
- 2006年 - 東アジア柔道選手権大会 優勝
- 2007年 - 選抜体重別 3位
- 2007年 - 学生体重別 3位
- 2007年 - 講道館杯 2位
- 2008年 - 選抜体重別 3位
- 2009年 - ワールドカップ・ソフィア 優勝
- 2009年 - 選抜体重別 3位
- 2009年 - アジア柔道選手権大会 3位
- 2009年 - 講道館杯 2位
- 2010年 - ワールドカップ・ブダペスト 3位
- 2010年 - 講道館杯 3位
- 2011年 - ワールドカップ・プラハ 2位
- 2011年 - 選抜体重別 優勝
- 2011年 - 世界選手権 7位
- 2011年 - 講道館杯　3位
- 2012年 - 選抜体重別　2位

(出典、JudoInside.com)